# کولخوزاشن
کولخوزاشن (به ارمنی: Կոլխոզաշեն) یک منطقهٔ مسکونی در جمهوری آرتساخ است که در استان مارتونی واقع شده‌است.